# Music of the Spheres (Coldplay)
Music of the Spheres (ondertiteld Vol I. From Earth with Love) is het negende studioalbum van de Britse rockgroep Coldplay dat op 15 oktober 2021 is uitgebracht op het label Parlophone. Onder andere BTS, Selena Gomez en Jacob Collier werkten mee aan het album. Het album is onder andere geproduceerd door Max Martin. Het album bereikte de nummer 1-positie in de Nederlandse Album Top 100.

## Achtergrondinformatie
Het idee voor een album gerelateerd aan de ruimte bestaat al sinds 2010, toen zanger Chris Martin met het idee kwam om een zonnestelsel te bouwen. In het vorige studioalbum van Coldplay, Everyday Life uit 2019, zat al een hint naar Music of the Spheres: een zwart-wit billboard dat "Music of the Spheres" adverteert, met "Coldplay coming soon" in de hoek.

## Tracklist
| Nr. | Titel                                            | Tekst en muziek                                                                                               | Duur  |
| --- | ------------------------------------------------ | --- | ----- |
| 1.  | "Music of the Spheres"                           | Guy Berryman, Jon Buckland, Will Champion, Chris Martin, Rik Simpson, Dan Green, Federico Vindver, Max Martin | 0:53  |
| 2.  | "Higher Power"                                   | Berryman, Buckland, Champion, C. Martin, Vindver, M. Martin, Denise Carite                                    | 3:26  |
| 3.  | "Humankind"                                      | Berryman, Buckland, Champion, C. Martin, Vindver, Green, Jon Hopkins, M. Martin, Oscar Holter, Stephen Fry    | 4:26  |
| 4.  | "Alien Choir"                                    | Berryman, Buckland, Champion, C. Martin, Hopkins                                                              | 0:53  |
| 5.  | "Let Somebody Go" (met Selena Gomez)             | Berryman, Buckland, Champion, C. Martin, Apple Martin, Olivia Waithe, M. Martin, Holter, Rahko, Leland Wayne  | 4:01  |
| 6.  | "Human Heart" (met We Are King en Jacob Collier) | Berryman, Buckland, Champion, C. Martin, M. Martin, Jacob Collier, Paris Strother, Amber Strother             | 3:08  |
| 7.  | "People of the Pride"                            | Berryman, Buckland, Champion, C. Martin, M. Martin, Rahko, Derex Dixie, Samuel Falson, Jesse Rogg             | 3:37  |
| 8.  | "Biutyful"                                       | Berryman, Buckland, Champion, C. Martin, Davide Rossi, M. Martin, Holter                                      | 3:12  |
| 9.  | "Music of the Spheres II"                        | Berryman, Buckland, Champion, C. Martin, M. Martin                                                            | 0:21  |
| 10. | "My Universe" (met BTS)                          | Berryman, Buckland, Champion, C. Martin, M. Martin, Holter, Rahko, Suga, J-Hope, RM                           | 3:46  |
| 11. | "Infinity Sign"                                  | Berryman, Buckland, Champion, C. Martin, M. Martin, Hopkins                                                   | 3:46  |
| 12. | "Coloratura"                                     | Berryman, Buckland, Champion, C. Martin, P. Strother, John Metcalfe, Rossi                                    | 10:17 |

Noten
- "Music of the Spheres" wordt soms weergegeven als "Music of the Spheres I"[2] en wordt gestileerd als "".
- "Alien Choir" wordt gestileerd als "".
- "Human Heart" wordt gestileerd als "".
- "Music of the Spheres II" wordt gestileerd als "".
- "Infinity Sign" wordt gestileerd als "".